# Die Zunft

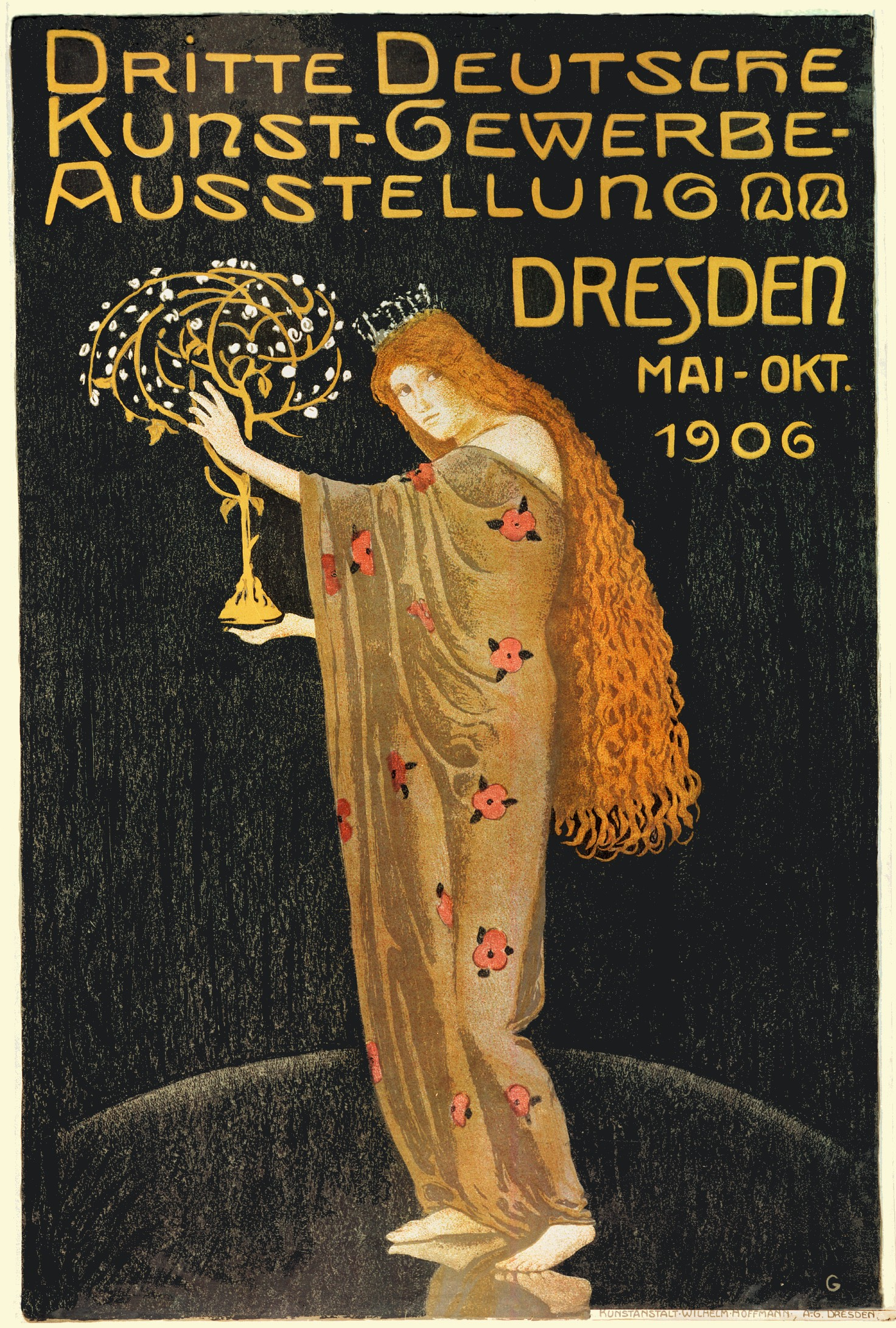
Die Dritte Deutsche Kunstgewerbeausstellung wurde maßgeblich von Mitgliedern der Zunft organisiert. Plakat von Otto Gussmann.

Die Zunft war eine Dresdner Künstlervereinigung und wurde im Juni 1905 von Stadtbaurat Hans Erlwein und dem Bildhauer Karl Groß in Dresden gegründet, um der aus Erlweins Sicht „unerfreulichen Entwicklung“ im Kunstbereich entgegenzuwirken: Sie war Teil der Reformbewegung des Kunstgewerbes als Gegenbewegung zu der seit der Mitte des 19. Jahrhunderts aufgekommenen industriellen Massenproduktion unter der damals verbreiteten Verwendung von Stilmerkmalen des Historismus.

## Geschichte
Die Zunft war ein Zusammenschluss von Dresdner Bildhauern, Architekten, Malern und Kunstgewerblern. Im Vordergrund stand die Bündelung aller reformorientierten Kräfte in Dresden. Zum Mitglied der Zunft konnte man nur nach einstimmigem Beschluss berufen werden, ein Beitritt war nicht möglich. Das Ziel war, nur mutmaßlich Gleichgesinnte aus Dresden aufzunehmen. Hans Erlwein war bis 1908 der erste Vorsitzende der Zunft.
Die Bestrebungen der Zunft führten bereits 1906 zur Dritten Deutschen Kunstgewerbe-Ausstellung Dresden 1906. Unter den beteiligten Architekten, Malern und Bildhauern befanden sich Hans Erlwein, Karl Groß, Otto Gussmann, Julius Gräbner, Erich Kleinhempel, Wilhelm Kreis, Max Hans Kühne, William Lossow, Rudolf Schilling, Fritz Schumacher, Oskar Seyffert und Heinrich Tscharmann.
Von 1906 bis 1913 war die Zunft Herausgeber der viermal jährlich erscheinenden Zeitschrift Dresdner Künstlerheft (ab 1908 unter dem Titel Dresdener Künstlerheft) im Verlag Julius Hoffmann. Die Vereinszeitschrift widmete sich dem Thema Architektur und Kunstgewerbe und war mit Fotografien reich bebildert.
Bedingt durch die stetig steigende Anzahl an Mitgliedern wurde auf der Zunftversammlung vom 6. Dezember 1907 beschlossen, die Vereinsgeschäfte über Fachausschüsse abzuwickeln. Diese Fachausschüsse wurden mit für die Dauer von einem Jahr gewählten Mitgliedern besetzt. Folgende Ausschüsse wurden geschaffen:
- Redaktionsausschuss der Dresdner Künstlerhefte und für die Presse- und Öffentlichkeitsarbeit
- Kunstgewerbeausschuss zur Förderung des Handwerks
- Kunstausschuss für Fragen des öffentlichen Bauwesens, sowie für allgemeine Kunstfragen wie Urheberrechts-, Natur- und Heimatschutz
- Ausstellungsausschuss
- Beschwerdeausschuss
- Festausschuss

Mit der Zeit schlossen sich Hans Erlwein, Otto Gussmann, Fritz Schumacher und Georg Wrba im Rahmen der Zunft zu einem engeren Zirkel zusammen. Sie trafen sich wöchentlich in ihren Häusern und tauschten sich gegenseitig aus. Sie alle standen in stark vernetzten Beziehungen und nahmen zahlreiche öffentliche Aufträge wahr. Auf den 1. Januar 1909 gab Erlwein den Vorsitz der Zunft an Georg Wrba ab, nachdem in der Presse Anschuldigungen hinsichtlich der angeblichen Bevorzugung von Angehörigen der Zunft bei der Vergabe von öffentlichen Aufträgen ruchbar wurden:
Neunzehn Dresdner Künstler unter der Federführung von Richard Daniel Fabricius, darunter die ehemaligen Zunft-Mitglieder Richard Guhr und Josef Goller, sowie Erich Hösel, Georg Müller-Breslau und August Schreitmüller, legten gegen das städtische Hochbauamt und Hans Erlwein als Stadtbaurat eine Beschwerde ein. Sie verlangten, dass öffentliche Aufträge durch Konkurrenzausschreibungen und in unparteiischer Weise ohne Rücksicht auf die Zugehörigkeit zur Künstlervereinigung Die Zunft vergeben werden sollten. Die Beschwerde stand auf dem Hintergrund des zwischen 1907 und 1909 öffentlich ausgetragenen Dresdner Künstlerstreits zwischen konservativen und reformfreudigen Kräften und wurde von der Stadtverwaltung abgewiesen.
Am 3. Juli 1909 schloss sich die Gruppe der Elbier der Zunft an. Aus den Reihen der Zunft, der ehemaligen Elbier, der Gilde und einer Anzahl außenstehender Künstler bildete sich am 6. November 1909 unter dem Vorsitz von Georg Wrba die Künstlervereinigung Dresden. Mit diesem Zusammenschluss sollte die Dresdner Reformbewegung auf eine noch breitere Basis gestellt werden. Außerdem entzog die Zunft ihren konservativ eingestellten Widersachern die Angriffsfläche, indem sie zumindest nach außen hin als Künstlervereinigung Dresden firmierte.
Der Zunft fiel danach lediglich die Pflege der Geselligkeit zu. Die Zunftabende waren zwanglos und fanden jeden Freitag im ersten Obergeschoss des Stammlokals Zacherlbräu in der König-Johann-Straße 8, Ecke Kleine Frohngasse statt, das als „Zunftstube“ für jährlich 1.000 Mark gemietet wurde. Bei den Treffen wurden keine Gäste geduldet. Als Vereinszeichen trugen die Mitglieder an der Uhrkette den Silbernen Ehrenhammer. Die Ausgestaltung der Zunftstube wurde nach Entwürfen von Julius Gräbner gestaltet, dem diese Aufgabe per Los zufiel. Die Zunftstube wurde am 14. Dezember 1906 eingeweiht. Daneben gab es ein von Otto Gussmann gestaltetes Fenster und eine mit Schnitzereien versehene Zunfttür, in der die Namen der Mitglieder eingraviert wurden. In der Zunftstube hing von jedem Mitglied ein einheitlich gerahmter Schattenriss. Aus Platzgründen benutzte Die Zunft ab 1909 als Zunftlokal das erste Obergeschoss der Gaststätte „Zum Tucher“ in der Webergasse 10. Das „Tucherbräu“ wurde nach Entwürfen des Architekten Alexander Hohrath gestaltet und am 2. November eingeweiht. Die Zunfttür und das Fenster mit den Glasmalereien von Otto Gussmann aus dem alten „Zacherlbräu“ wurden übernommen.
Während der Kriegsjahre ließen die Aktivitäten der Vereinigung immer mehr nach. Auf der außerordentlichen Versammlung vom 16. Januar 1918 löste sich Die Zunft auf.

## Einordnung
Die Zunft war Teil der Reformbewegung um die Jahrhundertwende als Gegenbewegung zu der seit der Mitte des 19. Jahrhunderts aufgekommenen, schnelllebigen Massenproduktion, die sich stilistisch aus dem Formenreichtum vergangener Epochen bediente. Diese historistisch orientierte Stilrichtung zeichnete sich durch die Verwendung vorgetäuschter kostbarer Materialien und überbordender Verzierungen aus und fand Anwendung bei einfachen Gegenständen des Alltags bis hin zur Architektur.
Angeregt durch die englische Reformbewegung Arts and Crafts um William Morris und John Ruskin formierten sich im letzten Jahrzehnt des 19. Jahrhunderts auch in Deutschland Kräfte, die sich kritisch mit der Praxis des „Nachahmens“ auseinandersetzten. Angestrebt wurde eine Klarheit und funktionsgerechte Gestaltung von Räumen und Möbeln sowie bei Gegenständen des Alltags. In der Architektur wird für diese Reformbewegung der Begriff Reformarchitektur verwendet. Gesucht wurde auch nach einer den spezifischen Bedingungen der maschinellen Produktion angepassten Gestaltungsweise.
Ein Hauptanliegen der Zunft war der Gedanke des Zusammenwirkens von Plastik, Malerei und Architektur im Dienste eines Gesamtkunstwerkes. Die Zunft forderte unter anderem zweckmäßiges Bauen und Materialgerechtigkeit. Malerei und Plastik wurden im Dienst der Raumkunst gesehen. In der Künstlervereinigung sollten sich alle als „Bauschaffende“ verstehen, egal ob Maler, Bildhauer, Kunstgewerbler oder Architekt.
„Raumkunst“ war ein Schlüsselbegriff in der damaligen Dresdner Stadtentwicklung. Die Vorstellung war, dass Plastik, Malerei und Architektur so innig zusammengehen sollten, dass sie als untrennbar erscheinen sollten, wobei alle drei raumbildend, raumerfüllend und in wohlabgewogenen Verhältnissen zueinander stehen sollten.
„Materialgerechtigkeit“ war zu jener Zeit auch ein Ziel des Deutschen Werkbundes und bezeichnete die Verwendung von Materialien in der Art, dass die ursprünglichen Eigenschaften und Erscheinungsweisen sichtbar blieben. Damit gemeint war die Suche nach einer neuen durch „Zweck“, „Material“ und „Konstruktion“ bedingten Formgebung („Form follows function“), die man auch als „Sachlichkeit“ oder „Sachstil“ bezeichnete – und die in den 1920er Jahren dann unter dem Begriff „Neue Sachlichkeit“ erneut thematisiert werden sollte.
Die Aktivitäten der Gruppe haben das künstlerische Antlitz von Dresden der damaligen Zeit mitgeprägt: Fritz Schumacher schuf die Planung des ersten Krematoriums; Wilhelm Kreis setzte sich mit seinem Entwurf für die Augustusbrücke durch; Hans Erlwein bewerkstelligte den Bau der Gaststätte Italienisches Dörfchen; Selmar Werner schuf das Schiller-Denkmal; Otto Gussmann gestaltete die Ausmalung der Rathauskuppel; Max Hans Kühne und William Lossow schufen das Hauptbahnhofgebäude in Leipzig und Oskar Seyfferts Volkskundemuseum entstand. Das von Georg Wrba in Gips gestaltete König-Georg-Denkmal wurde letztlich nicht umgesetzt, ein später entstandenes wurde vor der Artilleriekaserne in der Albertstadt aufgestellt und 1952 als „künstlerisch wertlos“ beseitigt.

## Vorsitzende
- Hans Erlwein, Juni 1905 – Dezember 1908
- Georg Wrba, Januar 1909 – September 1909
- Oskar Seyffert, Oktober 1909 – September 1910
- Karl Groß, Oktober 1910 – Oktober 1912
- Hans Erlwein, November 1912 – 7. November 1913
- German Bestelmeyer, 7. November 1913 – 4. Juni 1914
- Julius Ferdinand Wollf, 4. Juni 1914 – 24. März 1915
- Karl Groß, ab 24. März 1915 – 16. Januar 1918

## Mitglieder
- Otto Altenkirch, Hans Bähr[8], German Bestelmeyer, Martin Dülfer, Hans Erlwein, Paul Flechsel[8], Julius Graebner, Karl Groß, Richard Guhr (Austritt 1907), Cornelius Gurlitt, Otto Gussmann, Oswin Hempel, Alexander Höfer, Emil Högg, Ernst Hottenroth, August Hudler, Josef Goller (Austritt ca. 1907), Erich Kleinhempel[8], Max Klinger[1], Rudolf Kolbe, Oskar Kramer[9], Wilhelm Kreis, Ernst Kühn[9], Max Hans Kühne, Hans Lindinger[8], William Lossow, Oskar Menzel, Otto Pilz, Paul Rößler, Rudolf Schilling, Fritz Schumacher, Oskar Seyffert, Robert Sterl, Georg Treu, Heinrich Tscharmann, Selmar Werner[9], Paul Wallot, Julius Ferdinand Wollf, Georg Wrba.